# KNVB-Pokal 1929/30
Der KNVB-Pokal 1929/30 war die 27. Auflage des niederländischen Fußball-Pokalwettbewerbs. Pokalsieger wurde Feijenoord Rotterdam. Das Team setzte sich im Finale gegen Excelsior Rotterdam durch.
Aufgrund des anhaltenden Frostes im Winter 1928/29, und der lange Zeit unbespielbarer Plätze, wurde der Pokalwettbewerb im letzten Jahr nach der zweiten Runde abgebrochen. Danach sollten zumindest die ausgefallenen Ligaspiele nachgeholt werden.

## Modus
Alle Begegnungen wurden in einem Spiel ausgetragen. Bei unentschiedenem Ausgang kam die auswärts spielende Mannschaft eine Runde weiter. Der Wettbewerb wurde innerhalb von drei Monaten abgehalten.

## 1. Runde
| Datum      |                        | Ergebnis |                           |
| ---------- | ---------------------- | -------- | ------------------------- |
| 16.03.1930 | Amstel Watergraafsmeer | 3:0      | WMS Amsterdam             |
| 16.03.1930 | VV Amsvorde            | 2:5      | AVV Alphen                |
| 16.03.1930 | VV Animo               | 3:2      | VV Assendelft             |
| 16.03.1930 | APGS Amsterdam         | 1:2      | DSV Amsterdam             |
| 16.03.1930 | AVOG Amsterdam         | 3:2      | BSV Allen Weerbaar        |
| 16.03.1930 | SV Beverwijk           | 3:4      | KVV Krommenie             |
| 16.03.1930 | BVV Borne              | 7:1      | AVW Arnheim               |
| 16.03.1930 | DCL Rotterdam          | 10:10    | Vlaardingsche FC          |
| 16.03.1930 | VV De Zeemeeuwen       | 1:0      | VV Watergraafsmeer        |
| 16.03.1930 | Donar Hilversum        | 3:0      | SLTO Amsterdam            |
| 16.03.1930 | DOS Utrecht            | 6:0      | ABIM Amsterdam            |
| 16.03.1930 | DOSB Amsterdam         | 2:2      | DHS Schiedam              |
| 16.03.1930 | VV Ede                 | 4:2      | VV Rheden                 |
| 16.03.1930 | EDW Amsterdam          | 3:4      | BVV De Kennemers          |
| 16.03.1930 | Electra Amsterdam      | 3:3      | RCA Amsterdam             |
| 16.03.1930 | EVC Eindhoven          | 2:1      | VV Utrecht                |
| 16.03.1930 | FALTO Dieren           | 05:0 1   | SV Theothorne             |
| 16.03.1930 | SV Halfweg             | 4:1      | Voorwaarts Utrecht        |
| 16.03.1930 | HFC Helder             | 5:2      | VV Uitgeest               |
| 16.03.1930 | VV Hillinen            | 3:1      | USC Rotterdam             |
| 16.03.1930 | Hortus Amsterdam       | 2:3      | Swift Amsterdam           |
| 16.03.1930 | JOZ Zwijndrecht        | 0:6      | SVV Scheveningen          |
| 16.03.1930 | VV Kinheim             | 6:3      | SV De Meteoor             |
| 16.03.1930 | VV Leerdam             | 2:2      | Rapiditas Weesp           |
| 16.03.1930 | LFC Leiden             | 4:1      | Olympia Gouda             |
| 16.03.1930 | MAAS Maassluis         | 2:5      | DVV Delft                 |
| 16.03.1930 | VV Naaldwijk           | 4:2      | UVS Leiden                |
| 16.03.1930 | OB Delft               | 3:5      | Ajax Sportman Combinatie  |
| 16.03.1930 | VV Oosterbeek          | 05:0 1   | Noord CVB                 |
| 16.03.1930 | Oranje-Zwart Amsterdam | 1:1      | SDZ Amsterdam             |
| 16.03.1930 | BVV Picus              | 6:2      | HKI Breda                 |
| 16.03.1930 | VV Purmersteijn        | 5:2      | SV Spaarndam              |
| 16.03.1930 | RCL Leiderdorp         | 00:10    | BEC Delft                 |
| 16.03.1930 | Rijssen Vooruit        | 4:0      | SML/Spatram               |
| 16.03.1930 | VV Rijswijk            | 3:1      | SMV Rotterdam             |
| 16.03.1930 | ASV Rivalen            | 0:3      | OSV Oostzaan              |
| 16.03.1930 | 's-Gravenzandse VV     | 2:4      | The Rising Hope Rotterdam |
| 16.03.1930 | SCA Amsterdam          | 3:4      | THB Haarlem               |
| 16.03.1930 | VV Schoten             | 7:0      | ZVV Zilvermeeuwen         |
| 16.03.1930 | VV Sloterdijk          | 2:3      | Ahrend's VC               |
| 16.03.1930 | VSV TONEGIDO           | 2:2      | RVC Rijswijk              |
| 16.03.1930 | VV Tricht              | 2:2      | SC Helmondia              |
| 16.03.1930 | VDS Den Haag           | 2:4      | Leidsche VB               |
| 16.03.1930 | VV Wijhe               | 3:5      | VVO Velp                  |
| 16.03.1930 | Wilhelmina Vooruit     | 0:1      | Avanti Amsterdam          |
| 16.03.1930 | WVC Winterswijk        | 2:2      | SV Almelo                 |
| 16.03.1930 | ZVV Zaandijk           | 3:3      | TDO Amsterdam             |
| 16.03.1930 | ZNC Zeist              | 2:4      | DWV Amsterdam             |
| 23.03.1930 | RSC Alliance           | 2:0      | VV Oosterhout             |
| 23.03.1930 | GFC Goor               | 0:0      | WSV Woensel               |
| 23.03.1930 | VV Oldenzaal           | 1:1      | CVV Germanicus            |
| 23.03.1930 | RODI Amsterdam         | 3:3      | LOC Amsterdam             |
| 23.03.1930 | VV Sliedrecht          | 4:3      | GSV Gouda                 |
| 23.03.1930 | SV TEC                 | 2:0      | SC Doesburg               |
| 23.03.1930 | TWM Amsterdam          | 1:4      | ODE Amsterdam             |
| 23.03.1930 | WSC Besoyen            | 0:3      | TSC Oosterhout            |
| 30.03.1930 | VV Alphia              | 1:2      | VV ONA Gouda              |
| 30.03.1930 | DJK Amsterdam          | 5:0      | ZSGO Amsterdam            |
| 30.03.1930 | DTS Oudkarspel         | 3:3      | VV Oosterpark             |
| 30.03.1930 | EDS Rotterdam          | 0:3      | VV Hoek van Holland       |
| 30.03.1930 | LVV Lugdunum           | 1:1      | SC Emma Dordrecht         |
| 30.03.1930 | SV Rap Amsterdam       | 1:8      | ZRC Amsterdam             |
| 30.03.1930 | SV Rhenus              | 3:2      | Hertog Hendrik Arnheim    |
| 30.03.1930 | VV Schinkelhaven       | 5:3      | ADW Amsterdam             |
| 30.03.1930 | VV Schoonhoven         | 5:2      | HVV De Ooievaars          |
|            | BSV Boeimeer           | Freilos  |                           |
|            | RKVV Baronie           | Freilos  |                           |
|            | VV Lemmer              | Freilos  |                           |
|            | SC Hees                | Freilos  |                           |

## 2. Runde
| Datum      |                         | Ergebnis |                           |
| ---------- | ----------------------- | -------- | ------------------------- |
| 30.03.1930 | Amstel Watergraafsmeer  | 0:5      | VV West Frisia            |
| 30.03.1930 | SV Baarn                | 2:2      | DOS Utrecht               |
| 30.03.1930 | Be Quick Zutphen        | 1:4      | NEC Nijmegen              |
| 30.03.1930 | BFC Bussum              | 5:0      | SDZ Amsterdam             |
| 30.03.1930 | BVV Borne               | 4:3      | VVO Velp                  |
| 30.03.1930 | VV De Zeemeeuwen        | 4:1      | BVC Bloemendaal           |
| 30.03.1930 | DVV Delft               | 00:5 1   | SVV Scheveningen          |
| 30.03.1930 | DHS Schiedam            | 4:3      | VIOS Den Haag             |
| 30.03.1930 | Donar Hilversum         | 5:1      | Ahrend's VC               |
| 30.03.1930 | VV Dongen               | 3:1      | MEVO Alkmaar              |
| 30.03.1930 | DWS Amsterdam           | 1:2      | Alcmaria Victrix          |
| 30.03.1930 | DWV Amsterdam           | 2:1      | TDO Amsterdam             |
| 30.03.1930 | VV Ede                  | 1:3      | SV Almelo                 |
| 30.03.1930 | Eendracht Arnheim       | 5:1      | VV Oosterbeek             |
| 30.03.1930 | GVV Forward Groningen   | 3:2      | BATO Winschoten           |
| 30.03.1930 | VV Gelria Velp          | 3:5      | SC Hees                   |
| 30.03.1930 | RKSV GOLTO              | 2:0      | CVV Germanicus            |
| 30.03.1930 | HEC Waalwijk            | 1:5      | VC Vlissingen             |
| 30.03.1930 | RKSV Heer               | 1:2      | SV Kerkrade               |
| 30.03.1930 | HFC Helder              | 1:4      | OSV Oostzaan              |
| 30.03.1930 | SC Helmondia            | 5:0      | RBC Roosendaal            |
| 30.03.1930 | HVV Hengelo             | 4:5      | SV TEC                    |
| 30.03.1930 | SV Hoensbroek           | 1:0      | HVV Helmond               |
| 30.03.1930 | Juliana Spekholzerheide | 2:1      | VV Tegelen                |
| 30.03.1930 | KHC Kampen              | 2:3      | DOTO Deventer             |
| 30.03.1930 | Leidsche VB             | 1:4      | AVV Alphen                |
| 30.03.1930 | VV Lemmer               | 1:0      | VV Rood Geel              |
| 30.03.1930 | LOC Amsterdam           | 2:6      | WFC Wormerveer            |
| 30.03.1930 | LSC 1890                | 0:5      | SSC Steenwijk             |
| 30.03.1930 | RKVV Miranda            | 3:1      | AAC Maastricht            |
| 30.03.1930 | Meppeler SC             | 4:1      | Friesche VC               |
| 30.03.1930 | VV Naaldwijk            | 5:3      | The Rising Hope Rotterdam |
| 30.03.1930 | VV Noordster            | 3:3      | HSC Harlingen             |
| 30.03.1930 | ODE Amsterdam           | 1:1      | DSV Amsterdam             |
| 30.03.1930 | RV & AV Overmaas        | 3:0      | BMT Den Haag              |
| 30.03.1930 | RKVV Palemig            | 2:0      | VVV-Venlo                 |
| 30.03.1930 | BVV Picus               | 6:0      | Heerlen Sport             |
| 30.03.1930 | VV Purmersteijn         | 3:3      | SV Halfweg                |
| 30.03.1930 | Quick Den Haag          | 1:1      | Ajax Sportman Combinatie  |
| 30.03.1930 | Quick 1888              | 7:2      | FALTO Dieren              |
| 30.03.1930 | Rapiditas Weesp         | 2:3      | BVV De Kennemers          |
| 30.03.1930 | VV Rigtersbleek         | 4:1      | Rijssen Vooruit           |
| 30.03.1930 | VV Rijswijk             | 1:4      | VV Hillinen               |
| 30.03.1930 | RODA Hooge Zwaluwe      | 3:1      | SV Zwolsche Boys          |
| 30.03.1930 | SC Stadskanaal          | 1:0      | Groninger Boys            |
| 30.03.1930 | TSV Theole              | 6:0      | WSV Woensel               |
| 30.03.1930 | TSC Oosterhout          | 2:2      | VV Middelburg             |
| 30.03.1930 | UVV Utrecht             | 2:0      | SVW Gorinchem             |
| 30.03.1930 | VDL-Maassluis           | 2:3      | GVV Unitas                |
| 30.03.1930 | VOC Rotterdam           | 4:4      | BEC Delft                 |
| 30.03.1930 | VOS Venlo               | 0:7      | VV Staatsmijn Emma        |
| 30.03.1930 | VVA Amsterdam           | 2:3      | VV Kinheim                |
| 30.03.1930 | RFC Xerxes              | 1:2      | DCL Rotterdam             |
| 30.03.1930 | Zandvoortsche VV        | 3:3      | Swift Amsterdam           |
| 30.03.1930 | AVV Zeeburgia           | 3:2      | THB Haarlem               |
| 30.03.1930 | ZVV Zaandam             | 3:1      | Hollandia Hoorn           |
| 06.04.1930 | VV Animo                | 1:7      | Velox Utrecht             |
| 06.04.1930 | Arnhemse Boys           | 3:1      | Enschedesche Boys         |
| 06.04.1930 | CVV Rotterdam           | 2:2      | VV Sliedrecht             |
| 06.04.1930 | SC Emma Dordrecht       | 1:2      | SVV Schiedam              |
| 06.04.1930 | EVC Eindhoven           | 4:3      | KVV Krommenie             |
| 06.04.1930 | SV Gouda                | 3:3      | RV & AV Steeds Hooger     |
| 06.04.1930 | TSV Gudok               | 2:1      | RSC Alliance              |
| 06.04.1930 | Kooger FC               | 3:4      | Heldersche RC             |
| 06.04.1930 | VV ONA Gouda            | 2:2      | RFC Rotterdam             |
| 06.04.1930 | VV Oosterpark           | 3:2      | AVOG Amsterdam            |
| 06.04.1930 | RCA Amsterdam           | 1:0      | DJK Amsterdam             |
| 06.04.1930 | RVC Rijswijk            | 3:3      | VV Hoek van Holland       |
| 06.04.1930 | VV Schinkelhaven        | 7:1      | Avanti Amsterdam          |
| 06.04.1930 | VV Schoonhoven          | 2:1      | LFC Leiden                |
| 06.04.1930 | VV Schoten              | 4:4      | DEC Amsterdam             |
| 06.04.1930 | ZVV Zaanlandia          | 4:2      | BSV Boeimeer              |
| 13.04.1930 | SV Rhenus               | 0:2      | AZC Zutphen               |
| 21.04.1930 | RV & AV Neptunus        | 4:3      | DHC Delft                 |
| 21.04.1930 | ZRC Amsterdam           | 1:3      | AFC Amsterdam             |
|            | RKVV Baronie            | Freilos  |                           |
|            | ODS Kampen              | Freilos  |                           |

## 3. Runde
| Datum      |                          | Ergebnis |                            |
| ---------- | ------------------------ | -------- | -------------------------- |
| 13.04.1930 | Achilles 1894            | 2:3      | RKSV GOLTO                 |
| 13.04.1930 | ADO Den Haag             | 4:5      | WVV Wageningen             |
| 13.04.1930 | SV Almelo                | 5:2      | VV Lemmer                  |
| 13.04.1930 | AVV Alphen               | 2:1      | VV De Zeemeeuwen           |
| 13.04.1930 | Ajax Sportman Combinatie | 2:4      | TSV LONGA                  |
| 13.04.1930 | AZC Zutphen              | 05:0 1   | Meppeler SC                |
| 13.04.1930 | BEC Delft                | 4:4      | VV Kinheim                 |
| 13.04.1930 | BFC Bussum               | 0:2      | NAC Breda                  |
| 13.04.1930 | DCL Rotterdam            | 05:0 1   | VV Hillinen                |
| 13.04.1930 | RKVV Baronie             | 1:2      | RKVV Palemig               |
| 13.04.1930 | Donar Hilversum          | 1:4      | AV & CV Robur et Velocitas |
| 13.04.1930 | VV Dongen                | 1:1      | Juliana Spekholzerheide    |
| 13.04.1930 | DOS Utrecht              | 4:3      | EVC Eindhoven              |
| 13.04.1930 | Eendracht Arnheim        | 3:4      | SC Hees                    |
| 13.04.1930 | FC Eindhoven             | 5:2      | Sportclub Enschede         |
| 13.04.1930 | Excelsior Rotterdam      | 3:2      | BVV De Kennemers           |
| 13.04.1930 | LAC Frisia Leeuwarden    | 0:1      | DOTO Deventer              |
| 13.04.1930 | GVAV Rapiditas           | 5:1      | VV Schinkelhaven           |
| 13.04.1930 | SV Halfweg               | 2:1      | Velox Utrecht              |
| 13.04.1930 | HBS Craeyenhout          | 2:2      | RFC Rotterdam              |
| 13.04.1930 | SV Hoensbroek            | 4:0      | RKVV Miranda               |
| 13.04.1930 | SV Kerkrade              | 1:6      | SVV Schiedam               |
| 13.04.1930 | VV Middelburg            | 3:3      | Zeelandia Middelburg       |
| 13.04.1930 | TSV NOAD                 | 3:1      | Dordrechtsche FC           |
| 13.04.1930 | ODS Kampen               | 3:4      | AVV Zeeburgia              |
| 13.04.1930 | OSV Oostzaan             | 3:2      | DHS Schiedam               |
| 13.04.1930 | BVV Picus                | 5:1      | TSV Theole                 |
| 13.04.1930 | PSV Eindhoven            | 9:1      | RV & AV Overmaas           |
| 13.04.1930 | Quick 1888               | 1:3      | RV & AV Steeds Hooger      |
| 13.04.1930 | BVV Den Bosch            | 4:2      | Koninklijke HFC            |
| 13.04.1930 | VV Schoonhoven           | 05:0 1   | Heldersche RC              |
| 13.04.1930 | SSC Steenwijk            | 6:1      | VV Naaldwijk               |
| 13.04.1930 | VV Staatsmijn Emma       | 1:3      | SC Stadskanaal             |
| 13.04.1930 | Swift Amsterdam          | 0:2      | Ajax Amsterdam             |
| 13.04.1930 | HVV 't Gooi              | 0:3      | ZVV Zaandam                |
| 13.04.1930 | SV TEC                   | 1:3      | RCA Amsterdam              |
| 13.04.1930 | HVV Tubantia             | 4:2      | UVV Utrecht                |
| 13.04.1930 | VV Veendam               | 5:2      | VV Rigtersbleek            |
| 13.04.1930 | Vitesse Arnheim          | 2:1      | Sparta Rotterdam           |
| 13.04.1930 | VSV Velsen               | 4:0      | VV Oosterpark              |
| 13.04.1930 | WFC Wormerveer           | 4:1      | DSV Amsterdam              |
| 21.04.1930 | AGOVV Apeldoorn          | 1:5      | Feijenoord Rotterdam       |
| 21.04.1930 | Alcmaria Victrix         | 2:0      | Blauw Wit Amsterdam        |
| 21.04.1930 | BVV Borne                | 5:0      | LVV Friesland              |
| 21.04.1930 | TSV Gudok                | 3:5      | DEC Amsterdam              |
| 21.04.1930 | SC Helmondia             | 2:1      | VV Hoek van Holland        |
| 21.04.1930 | Heracles Almelo          | 6:0      | WVV Winschoten             |
| 21.04.1930 | PEC Zwolle               | 10:20    | VV Leeuwarden              |
| 21.04.1930 | VV Sliedrecht            | 2:4      | VV Naaldwijk               |
| 21.04.1930 | Stormvogels IJmuiden     | 1:6      | NEC Nijmegen               |
| 21.04.1930 | GVV Unitas               | 4:2      | Wilhelmina Den Bosch       |
| 21.04.1930 | VC Vlissingen            | 5:2      | SVV Scheveningen           |
| 21.04.1930 | VV West Frisia           | 3:1      | HFC Haarlem                |
| 21.04.1930 | Zwolsche AC              | 1:2      | RC Heemstede               |
| 27.04.1930 | MVV Alcides              | 5:7      | RV & AV Neptunus           |
| 27.04.1930 | Arnhemse Boys            | 4:1      | Be Quick 1887              |
| 27.04.1930 | HSC Harlingen            | 2:2      | GVV Forward Groningen      |
| 27.04.1930 | RODA Hooge Zwaluwe       | 3:2      | AFC Amsterdam              |
|            | DWV Amsterdam            | Freilos  |                            |

## Zwischenrunde
| Datum      |                            | Ergebnis |                         |
| ---------- | -------------------------- | -------- | ----------------------- |
| 27.04.1930 | Alcmaria Victrix           | 3:1      | RCA Amsterdam           |
| 27.04.1930 | AVV Alphen                 | 9:1      | DCL Rotterdam           |
| 27.04.1930 | AZC Zutphen                | 5:2      | SV Almelo               |
| 27.04.1930 | BVV Den Bosch              | 5:2      | RFC Rotterdam           |
| 27.04.1930 | DOTO Deventer              | 2:2      | RKVV Palemig            |
| 27.04.1930 | DWV Amsterdam              | 6:1      | Vitesse Arnheim         |
| 27.04.1930 | Haarlemse FC EDO           | 3:8      | PSV Eindhoven           |
| 27.04.1930 | VV Eindhoven               | 1:4      | NAC Breda               |
| 27.04.1930 | Feijenoord Rotterdam       | 13:10    | VC Vlissingen           |
| 27.04.1930 | GVAV Rapiditas             | 00:5 1   | WVV Wageningen          |
| 27.04.1930 | SV Halfweg                 | 2:2      | DOS Utrecht             |
| 27.04.1930 | SV Hoensbroek              | 0:1      | TSV LONGA               |
| 27.04.1930 | SC Hees                    | 1:5      | RC Heemstede            |
| 27.04.1930 | VV Schoonhoven             | 2:4      | Excelsior Rotterdam     |
| 27.04.1930 | SSC Steenwijk              | 1:9      | Heracles Almelo         |
| 27.04.1930 | RV & AV Steeds Hooger      | 3:2      | SC Helmondia            |
| 27.04.1930 | SVV Schiedam               | 3:3      | AVV Zeeburgia           |
| 27.04.1930 | HVV Tubantia               | 05:0 1   | BVV Borne               |
| 27.04.1930 | GVV Unitas                 | 5:1      | VV Naaldwijk            |
| 27.04.1930 | VSV Velsen                 | 2:2      | RKSV GOLTO              |
| 27.04.1930 | VV West Frisia             | 8:1      | OSV Oostzaan            |
| 27.04.1930 | WFC Wormerveer             | 0:4      | VV Kinheim              |
| 27.04.1930 | ZVV Zaandam                | 1:5      | TSV NOAD                |
| 04.05.1930 | Ajax Amsterdam             | 1:0      | PEC Zwolle              |
| 04.05.1930 | NEC Nijmegen               | 1:0      | Juliana Spekholzerheide |
| 04.05.1930 | AV & CV Robur et Velocitas | 1:4      | BVV Picus               |
| 04.05.1930 | Zeelandia Middelburg       | 5:5      | DEC Amsterdam           |

## 4. Runde
| Datum      |                       | Ergebnis |                       |
| ---------- | --------------------- | -------- | --------------------- |
| 11.05.1930 | Arnhemse Boys         | 2:5      | AVV Alphen            |
| 11.05.1930 | BVV Den Bosch         | 5:4      | RV & AV Steeds Hooger |
| 11.05.1930 | Excelsior Rotterdam   | 4:3      | WVV Wageningen        |
| 11.05.1930 | Feijenoord Rotterdam  | 1:0      | Alcmaria Victrix      |
| 11.05.1930 | GVV Forward Groningen | 0:6      | Ajax Amsterdam        |
| 11.05.1930 | RKSV GOLTO            | 4:2      | TSV LONGA             |
| 11.05.1930 | Heracles Almelo       | 7:2      | RV & AV Neptunus      |
| 11.05.1930 | VV Kinheim            | 3:7      | VV West Frisia        |
| 11.05.1930 | NEC Nijmegen          | 0:5      | NAC Breda             |
| 11.05.1930 | RKVV Palemig          | 6:3      | DOS Utrecht           |
| 11.05.1930 | BVV Picus             | 3:3      | GVV Unitas            |
| 11.05.1930 | PSV Eindhoven         | 6:1      | DWV Amsterdam         |
| 11.05.1930 | RC Heemstede          | 3:2      | TSV NOAD              |
| 11.05.1930 | RODA Hooge Zwaluwe    | 3:2      | DEC Amsterdam         |
| 11.05.1930 | HVV Tubantia          | 6:1      | AVV Zeeburgia         |
| 11.05.1930 | VV Veendam            | 05:0 1   | AZC Zutphen           |

## 5. Runde
| Datum      |                    | Ergebnis |                      |
| ---------- | ------------------ | -------- | -------------------- |
| 18.05.1930 | Heracles Almelo    | 1:3      | Feijenoord Rotterdam |
| 18.05.1930 | RKVV Palemig       | 1:3      | Ajax Amsterdam       |
| 18.05.1930 | PSV Eindhoven      | 12:30    | RKSV GOLTO           |
| 18.05.1930 | RC Heemstede       | 3:0      | AVV Alphen           |
| 18.05.1930 | HVV Tubantia       | 4:4      | BVV Den Bosch        |
| 18.05.1930 | VV West Frisia     | 1:1      | Excelsior Rotterdam  |
| 25.05.1930 | NAC Breda          | 3:0      | GVV Unitas           |
| 25.05.1930 | RODA Hooge Zwaluwe | 1:1      | VV Veendam           |

## Viertelfinale
| Datum      |                | Ergebnis |                      |
| ---------- | -------------- | -------- | -------------------- |
| 29.05.1930 | Ajax Amsterdam | 5:4      | BVV Den Bosch        |
| 29.05.1930 | NAC Breda      | 4:1      | RC Heemstede         |
| 29.05.1930 | PSV Eindhoven  | 0:5      | Excelsior Rotterdam  |
| 29.05.1930 | VV Veendam     | 1:5      | Feijenoord Rotterdam |

## Halbfinale
| Datum      |                      | Ergebnis |                     |
| ---------- | -------------------- | -------- | ------------------- |
| 04.06.1930 | Feijenoord Rotterdam | 2:1      | Ajax Amsterdam      |
| 07.06.1930 | NAC Breda            | 2:5      | Excelsior Rotterdam |

## Finale
| Feijenoord Rotterdam                     | Feijenoord Rotterdam | Excelsior Rotterdam | Excelsior Rotterdam |
| ---------------------------------------- | --- | --- | ------------------- |
| Feijenoord Rotterdam                     | \| 15. Juni 1930 in Rotterdam (Het Kasteel) \| \| Ergebnis: 1:0 (1:0) \| \| Zuschauer: 10.000 \| \| Schiedsrichter: Breethof \| \| Spielbericht \|         | \| 15. Juni 1930 in Rotterdam (Het Kasteel) \| \| Ergebnis: 1:0 (1:0) \| \| Zuschauer: 10.000 \| \| Schiedsrichter: Breethof \| \| Spielbericht \| | Excelsior Rotterdam |
| Feijenoord Rotterdam                     | Adri van Male – Janus Bul, Kees van Dijke – Joop Oyen, Jaap Paauwe, Bas Paauwe – Alli Hendriks, Jaap Barendregt, Wim Groenendijk, Puck van Heel, Piet Burg | Bunt – Hoogensteeger, Pols – Formenooy, Grobbe, Smaal – Paffijn, Mout, Stolk, Van de Ende, Mansen                                                  | Excelsior Rotterdam |
| Feijenoord Rotterdam                     | 1:0 Jaap Barendrecht (35.) | | Excelsior Rotterdam |
| 15. Juni 1930 in Rotterdam (Het Kasteel) | | |                     |
| Ergebnis: 1:0 (1:0)                      | | |                     |
| Zuschauer: 10.000                        | | |                     |
| Schiedsrichter: Breethof                 | | |                     |
| Spielbericht                             | | |                     |